# Tschernitza
Tschernitza ist ein Schwarzerde-ähnlicher Auenboden. Der Oberboden wird von einem mindestens 40 cm mächtigen Axh-Horizont gebildet, also einem humusreichen, gut aggregierten Mineralbodenhorizont mit hoher Basensättigung. Darunter können weitere Horizonte aus fluviatilen Sedimenten folgen.
Tschernitzen sind vor allem in älteren Auen mit ausgeprägtem Überschwemmungsbereich zu finden, wie beispielsweise entlang von Alpenflüssen, die bei der Schneeschmelze regelmäßig deutlich mehr Wasser führen. Daneben kommen sie in Lössgebieten vor.
In der internationalen Bodenklassifikation World Reference Base for Soil Resources (WRB) gehören die Tschernitzen in der Regel zu den Phaeozemen.